# Högsby
Högsby ist eine Ortschaft (tätort) in der schwedischen Provinz Kalmar län mit knapp 2000 Einwohnern (2015) und Hauptort der gleichnamigen Gemeinde.
Der Ort war lange Zeit nach der vermuteten Besiedlung im frühen Eisenzeitalter ein landwirtschaftliches Zentrum im Tal des Flusses Emån. Im 13. Jahrhundert wurde hier bei einem Thingplatz, wo viele Wege aufeinander trafen, eine Kirche errichtet. Zur Zeit des Dacke-Aufstandes ließ Gustav I. Wasa das Dorf niederbrennen, da die Bauern den Leiter des Aufruhrs unterstützt hatten. Ähnlich dramatische Ereignisse folgten danach nicht mehr.
Zum Ende des 19. Jahrhunderts erhielt der Ort einen Anschluss an die Bahnstrecke Kalmar–Berga, der ihn mit Kalmar im Süden und Linköping im Norden verbindet. In neuerer Zeit wirbt der Ort für sich als Verkehrsknotenpunkt, da sich hier zwei Reichsstraßen (riksväg) treffen. An diesen Straßen entstanden mehrere Billigkaufhäuser für die Versorgung des Umlandes.
Das regelmäßige Hochwasser des Emån führt im Ort zu Überschwemmungen oder zu wassergefüllten Kellern. Daran konnte bisher die Eindämmung des Gewässers nichts ändern.